# Xanthesma furcifera
Xanthesma furcifera är en biart som först beskrevs av Cockerell 1913.  Xanthesma furcifera ingår i släktet Xanthesma och familjen korttungebin. Inga underarter finns listade i Catalogue of Life.

## Bildgalleri

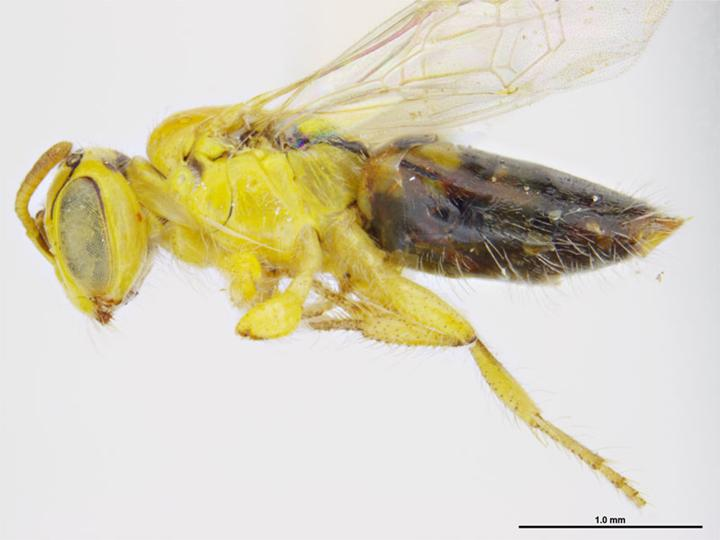
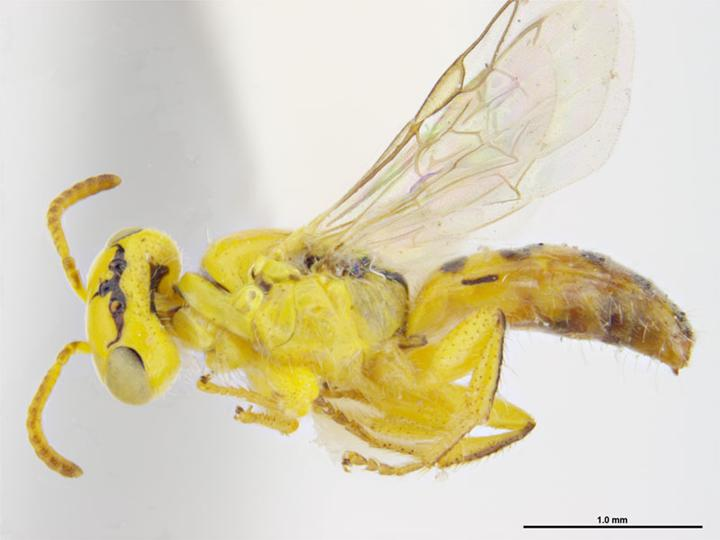